# Tham Luang
Tham Luang (taj. ถ้ำหลวงนางนอน) – jaskinia w Tajlandii, w prowincji Chiang Rai, w dzielnicy (amphoe) Mae Sai. Jest czwartą pod względem długości jaskinią w tym kraju. Wejście do niej znajduje się w wapiennym paśmie górskim Doi Nang Non, na wysokości 453 m n.p.m. Długość jaskini wynosi 10 316 m.

## Opis
Jaskinia ma ukształtowanie poziome. Duży otwór wejściowy jest szeroki i niski. Za nim znajduje się obszerna i wysoka sala przez którą płynie potok. Z sali odchodzi kręty, miejscami wąski i niski korytarz z zagłębieniami będący głównym ciągiem jaskini. W trzech miejscach rozszerza się tworząc niewielkie sale. Po około trzech kilometrach odchodzi od niego w prawo krótki korytarz kończący się niezbadanym zaciskiem. Główny ciąg prowadzi dalej do dużej sali o nazwie Pattaya Beach. Dalej ciągnie się jeszcze przez kilka kilometrów i kończy niezbadanym zaciskiem.
W porze monsunowej (lipiec – listopad) jaskinia jest częściowo zalewana przez wodę i dlatego brak jest w niej flory i fauny (z wyjątkiem nietoperzy). Miejscami występują stalaktyty i stalagmity.

## Historia odkryć

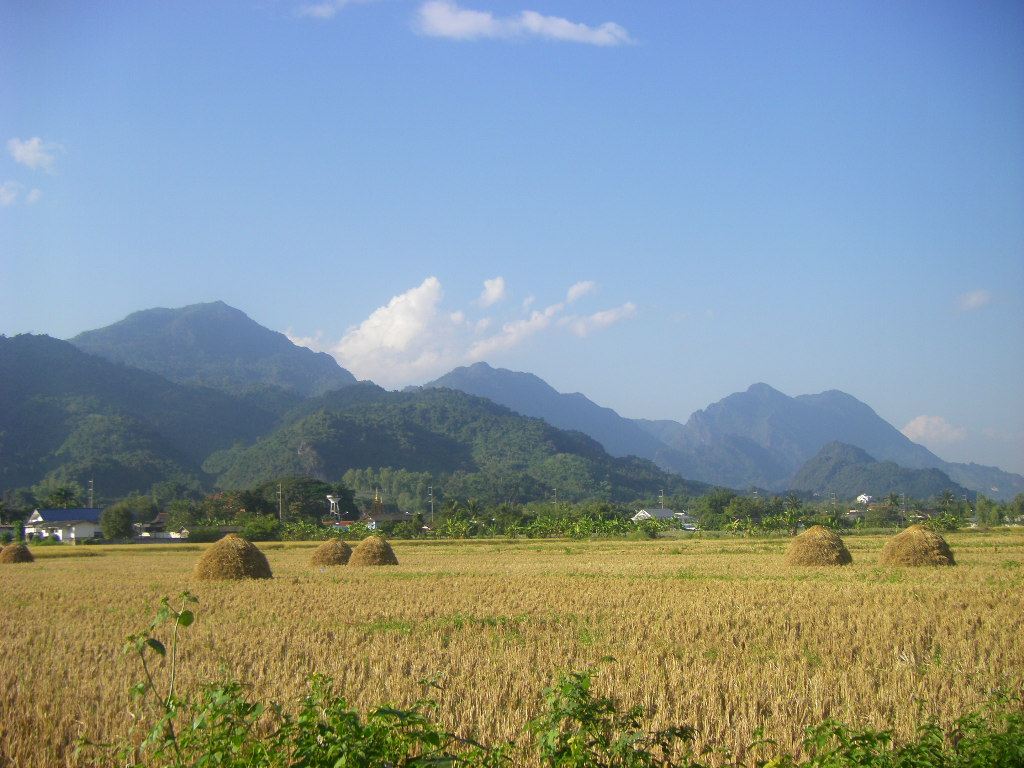
Pasmo górskie Doi Nang Non

Jaskinia była znana od dawna miejscowej ludności. Z nią oraz z pasmem górskim Doi Nang Non, w którym się znajduje wiąże się wiele legend. W języku tajskim Tham Luang to Wielka Jaskinia, a Nang Non to Śpiąca Pani. Jaskinia nie jest zbadana do końca, gdyż nie była w kręgu zainteresowań speleologów. Jej plan oraz opis sporządzili uczestnicy wypraw Association Pyreneenne de Speleologie w latach 1986-1987.

## Dostępność turystyczna
Jaskinia od 1 października 1986 roku znajduje się na terenie rezerwatu przyrody Tham Luang–Khun Nam Nang Non i była do lipca 2018 roku udostępniona turystycznie. W porze monsunowej (ze względu na niebezpieczeństwo zalania wodą) wstęp do niej był zabroniony. Dla turystów dostępne było kilkaset metrów ciągu głównego. Po wypadku w 2018 roku jaskinia została czasowo zamknięta. Władze rezerwatu chcą uporządkować teren po akcji ratunkowej i po zakończeniu pory deszczowej zainstalować oświetlenie w jaskini. Do tej pory turyści mogli wypożyczać latarki w znajdującym się w pobliżu centrum turystycznym. 
Jaskinia nie cieszyła się popularnością wśród turystów. Zwiedzającymi ją byli przeważnie turyści zagraniczni. Do lipca 2018 roku było to niecałe 80 000 osób.

### Zaginięcie i akcja ratunkowa
23 czerwca 2018 roku, z powodu zalania części jaskini przez wodę, została w niej uwięziona grupa 12 chłopców w wieku 11–16 lat i ich 25-letni trener. Zostali odnalezieni po 10 dniach 400 metrów za salą Pattaya Beach, w suchej części jaskini. W dniach 8–10 lipca 2018 roku zakrojona na szeroką skalę akcja ratunkowa zakończyła się uwolnieniem wszystkich uwięzionych w jaskini.